# 페르프리트 폰 호엔촐레른 공자

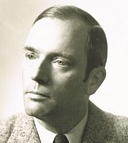
페르프리트 폰 호엔촐레른 공자

페르프리트 폰 호엔촐레른 공자(Prince Ferfried of Hohenzollern, 1943년 4월 14일 ~ 2022년 9월 26일)는 호엔촐레른지크마링겐 왕자 가문의 일원이자 경주용 자동차 운전사였다. 그는 폭음 스캔들을 포함한 여러 차례의 이혼과 알코올 중독을 겪은 후 호엔촐레른의 "검은 양"으로도 알려져 있었다.